# Тигіш
Тигі́ш (рос. Тыгиш) — село у складі Богдановицького міського округу Свердловської області.
Населення — 943 особи (2010, 949 у 2002).
Національний склад станом на 2002 рік: росіяни — 92 %.